# Sophie, Prințesă Ereditară a Liechtensteinului
Sophie, Prințesă Ereditară a Liechtensteinului (n. 28 octombrie 1967, München, RFG) este soția lui Alois, Principe Ereditar al Liechtensteinului. Născută prințesă de Bavaria, ea aparține prin naștere Casei de Wittelsbach.

## Biografie
Prințesa Sophie este cea mai mare dintre cele cinci fiice ale Prințului Max, Duce de Bavaria și a soției acestuia, contesa Elisabeth Douglas. Pe linie paternă este stră-strănepoata ultimului rege al Bavariei, Ludwig al III-lea. S-a născut la München la 28 octombrie 1967 și a fost botezată Sophie Elizabeth Marie Gabrielle la capela familiei ei de la Kreuth la 18 noiembrie. Nașii ei au fost mătușa maternă Ducesa de Marlborough și Arhiducesa Gabriela de Austria.
Sophie și-a petrecut copilăria împreună cu părinții și cu surorile ei la Wildbad Kreuth. Sophie a studiat istoria și literatura engleză la Universitatea Catolică Eichstätt-Ingolstadt.
La 3 iulie 1993 la Vaduz, Sophie s-a căsătorit cu Alois, Principe Ereditar al Liechtensteinului. Cuplul a locuit la Londra din septembrie 1993 până în mai 1996, și de atunci locuiesc în Liechtenstein.  Împreună au patru copii:
- Prințul Joseph Wenzel Maximilian Maria de Liechtenstein, Conte de Rietberg (n. 24 mai 1995, Londra)
- Prințesa Marie-Caroline Elisabeth Immaculata de Liechtenstein, Contesă de Rietberg (n. 17 octombrie 1996, Grabs)
- Prințul Georg Antonius Constantin Maria de Liechtenstein, Conte de Rietberg (n. 20 aprilie 1999, Grabs)
- Prințul Nikolaus Sebastian Alexander Maria de Liechtenstein, Conte de Rietberg (n. 6 decembrie 2000, Grabs)